# II liga polska w piłce nożnej (2007/2008)
II liga 2007/2008 – 60. edycja rozgrywek drugiego poziomu ligowego piłki nożnej mężczyzn w Polsce. Wzięło w nich udział 18 drużyn, grając systemem kołowym. Sezon ligowy rozpoczął się 28 lipca 2007, a ostatnie mecze rozegrano 24 maja 2008. Pierwszą bramkę rozgrywek zdobył w 8. minucie meczu Podbeskidzie Bielsko-Biała – Śląsk Wrocław zawodnik gospodarzy Martin Matúš (mecz zakończył się wynikiem 3:0).

## Drużyny
| Uczestnicy poprzedniej edycji                                                                                 | Uczestnicy poprzedniej edycji | Uczestnicy poprzedniej edycji | Uczestnicy poprzedniej edycji |
| --- | ----------------------------- | ----------------------------- | ----------------------------- |
| LGD | Lechia Gdańsk                 | 5                             |                               |
| PWA | Polonia Warszawa              | 6                             |                               |
| PIA | Piast Gliwice                 | 8                             |                               |
| ŚLĄ | Śląsk Wrocław                 | 9                             |                               |
| ODO | Odra Opole                    | 10                            |                               |
| POD | Podbeskidzie Bielsko-Biała    | 12                            |                               |
| ŁOM | ŁKS Łomża                     | 13                            |                               |
| po barażach o utrzymanie                                                                                      |                               |                               |                               |
| KMZ | Kmita Zabierzów               | 14                            |                               |
| SSW | Stal Stalowa Wola             | 15                            |                               |
| Spadek z I ligi 2006/2007                                                                                     |                               |                               |                               |
| ARK | Arka Gdynia                   | 111                           |                               |
| WPŁ | Wisła Płock                   | 15                            |                               |
| Awans z III ligi 2006/2007                                                                                    |                               |                               |                               |
| grupa I |                               |                               |                               |
| ZNI | Znicz Pruszków                | 1                             |                               |
| grupa I (po barażach)                                                                                         |                               |                               |                               |
| PEL | Pelikan Łowicz                | 2                             |                               |
| grupa II |                               |                               |                               |
| TUR | Tur Turek                     | 1                             |                               |
| grupa II (po barażach)                                                                                        |                               |                               |                               |
| WAR | Warta Poznań                  | 2                             |                               |
| grupa III |                               |                               |                               |
| JAS | GKS Jastrzębie                | 1                             |                               |
| grupa III (po barażach)                                                                                       |                               |                               |                               |
| KAT | GKS Katowice                  | 2                             |                               |
| grupa IV |                               |                               |                               |
| MOT | Motor Lublin                  | 1                             |                               |
| Oznaczenia: - kolumna pierwsza – skróty nazw drużyn, - kolumna trzecia – miejsce zajęte w poprzednim sezonie. |                               |                               |                               |

Objaśnienia:
1. Arka Gdynia została zdegradowana z I ligi za udział w aferze korupcyjnej[1].

## Rozgrywki
Uczestnicy rozegrali 34. kolejki ligowe po 8 meczów każda (razem 306 spotkań) w dwóch rundach: jesiennej i wiosennej. Sezon 2007/2008 był ostatnim przed reformą rozgrywek, która wprowadziła nowe nazwy dla I ligi (od 2008 – Ekstraklasa) i II ligi (od 2008 – I liga).
Pierwotnie zakładano, że mistrz i wicemistrz II ligi uzyskają awans do Ekstraklasy, zespół z 3. miejsca rozegra dwumecz barażowy o wejście do Ekstraklasy z 14. zespołem najwyższej klasy rozgrywkowej, zaś do „nowej” II ligi (trzeci poziom rozgrywkowy) spaść miały 4 ostatnie drużyny. Drużyny z miejsc 4–14 miały mieć zapewniony udział w „nowej” I lidze na kolejny sezon. Sytuacja ta zmieniła się jednak w związku z nałożeniem przez Polski Związek Piłki Nożnej kar degradacji na kilka klubów I ligi za udział w aferze korupcyjnej oraz wycofaniem się z rozgrywek Polonii Warszawa (fuzja z Dyskobolią Grodzisk Wielkopolski).

### Kary degradacji nałożone przez PZPN
Za działania korupcyjne w poprzednich sezonach karą degradacji zostały ukarane 3 kluby:
- Korona Kielce została zdegradowana z I ligi do „nowej” I ligi (drugi poziom rozgrywkowy)[2]
- Zagłębie Lubin zostało zdegradowane z I ligi do „nowej” I ligi[3]
- Zagłębie Sosnowiec zostało zdegradowane z I ligi do „nowej” I ligi[4], zaś ostatecznie spadło do „nowej” II ligi w związku z zajęciem ostatniego miejsca w tabeli.

### Tabela
| Lp. | Drużyna                     | M  | Z  | R  | P  | Bramki | Bramki | Różn. | Pkt | Uwagi                   | Bezpośrednio                                    |
| --- | --------------------------- | -- | -- | -- | -- | ------ | ------ | ----- | --- | ----------------------- | ----------------------------------------------- |
| 1   | Lechia Gdańsk (M) (A)       | 34 | 21 | 6  | 7  | 55     | 34     | +21   | 69  | Awans do Ekstraklasy    |                                                 |
| 2   | Śląsk Wrocław (A)           | 34 | 18 | 10 | 6  | 55     | 30     | +25   | 64  | Awans do Ekstraklasy    |                                                 |
| 3   | Piast Gliwice (A)           | 34 | 17 | 11 | 6  | 45     | 23     | +22   | 62  | Awans do Ekstraklasy    | PIA: 6 pkt, 5–5 ARK: 5 pkt, 7–7 ZNI: 5 pkt, 6–6 |
| 4   | Arka Gdynia1 (A)            | 34 | 19 | 10 | 5  | 61     | 30     | +31   | 62  | Awans do Ekstraklasy    | PIA: 6 pkt, 5–5 ARK: 5 pkt, 7–7 ZNI: 5 pkt, 6–6 |
| 5   | Znicz Pruszków              | 34 | 18 | 8  | 8  | 54     | 28     | +26   | 62  |                         | PIA: 6 pkt, 5–5 ARK: 5 pkt, 7–7 ZNI: 5 pkt, 6–6 |
| 6   | Podbeskidzie Bielsko-Biała2 | 34 | 19 | 7  | 8  | 53     | 27     | +26   | 58  |                         |                                                 |
| 7   | Polonia Warszawa3 (S)       | 34 | 14 | 8  | 12 | 45     | 36     | +9    | 50  | Drużyna wycofana        | PWA–WPŁ 4:0 WPŁ–PWA 1:1                         |
| 8   | Wisła Płock                 | 34 | 14 | 8  | 12 | 52     | 51     | +1    | 50  |                         | PWA–WPŁ 4:0 WPŁ–PWA 1:1                         |
| 9   | GKS Jastrzębie              | 34 | 12 | 9  | 13 | 43     | 51     | −8    | 45  |                         |                                                 |
| 10  | GKS Katowice                | 34 | 11 | 10 | 13 | 38     | 39     | −1    | 43  |                         |                                                 |
| 11  | Stal Stalowa Wola           | 34 | 11 | 7  | 16 | 30     | 48     | −18   | 40  |                         |                                                 |
| 12  | Motor Lublin                | 34 | 10 | 5  | 19 | 33     | 55     | −22   | 35  | MOT–ODO 1:1 ODO–MOT 0:2 |                                                 |
| 13  | Odra Opole                  | 34 | 8  | 11 | 15 | 28     | 39     | −11   | 35  | MOT–ODO 1:1 ODO–MOT 0:2 |                                                 |
| 14  | Warta Poznań                | 34 | 7  | 11 | 16 | 29     | 45     | −16   | 32  |                         |                                                 |
| 15  | Kmita Zabierzów             | 34 | 6  | 13 | 15 | 28     | 40     | −12   | 31  | KMZ–TUR 2:0 TUR–KMZ 2:1 |                                                 |
| 16  | Tur Turek                   | 34 | 7  | 10 | 17 | 23     | 46     | −23   | 31  | KMZ–TUR 2:0 TUR–KMZ 2:1 |                                                 |
| 17  | ŁKS Łomża (S)               | 34 | 8  | 6  | 20 | 32     | 59     | −27   | 30  | Spadek do II ligi       |                                                 |
| 18  | Pelikan Łowicz (S)          | 34 | 6  | 10 | 18 | 37     | 60     | −23   | 28  | Spadek do II ligi       |                                                 |

## Strzelcy
| Gole | Strzelcy                      | Drużyna                       |
| ---- | ----------------------------- | ----------------------------- |
| 21   | Robert Lewandowski            | Znicz Pruszków                |
| 20   | Marcin Wachowicz              | Arka Gdynia                   |
| 16   | Sławomir Peszko               | Wisła Płock                   |
| 14   | Dariusz Kołodziej             | TS Podbeskidzie Bielsko-Biała |
| 13   | Daniel Koczon                 | MKP Motor Lublin              |
| 13   | Przemysław Łudziński          | Śląsk Wrocław                 |
| 13   | Olgierd Moskalewicz           | Arka Gdynia                   |
| 11   | Maciej Rogalski (ur. 1980)    | OSP Lechia Gdańsk             |
| 11   | Robert Wilk                   | Pelikan Łowicz                |
| 11   | Bartosz Wiśniewski (ur. 1985) | Znicz 8/ Wisła Płock 3        |
| 10   | Paweł Buzała                  | OSP Lechia Gdańsk             |
| 10   | Piotr Cetnarowicz             | OSP Lechia Gdańsk             |
| 10   | Hubert Jaromin                | GKS Katowice                  |
| 10   | Wojciech Kędziora             | Piast Gliwice                 |
| 10   | Martin Matuš                  | TS Podbeskidzie Bielsko-Biała |

Kompletna klasyfikacja strzelców – 90minut.pl